# Rock Hall
Rock Hall és una població dels Estats Units a l'estat de Maryland. Segons el cens del 2000 tenia 1.396 habitants.

## Demografia
Segons el cens del 2000, Rock Hall tenia 1.396 habitants, 654 habitatges, i 408 famílies. La densitat de població era de 405,3 habitants per km².
Dels 654 habitatges en un 23,1% hi vivien nens de menys de 18 anys, en un 47,6% hi vivien parelles casades, en un 11,9% dones solteres, i en un 37,5% no eren unitats familiars. En el 32,4% dels habitatges hi vivien persones soles el 19,7% de les quals corresponia a persones de 65 anys o més que vivien soles. El nombre mitjà de persones vivint en cada habitatge era de 2,13 i el nombre mitjà de persones que vivien en cada família era de 2,67.
Per edats la població es repartia de la següent manera: un 19,8% tenia menys de 18 anys, un 5,5% entre 18 i 24, un 21,3% entre 25 i 44, un 29,5% de 45 a 60 i un 23,9% 65 anys o més.
L'edat mediana era de 47 anys. Per cada 100 dones de 18 o més anys hi havia 84,2 homes.
La renda mediana per habitatge era de 32.833 $ i la renda mediana per família de 38.672 $. Els homes tenien una renda mediana de 29.375 $ mentre que les dones 21.429 $. La renda per capita de la població era de 20.521 $. Entorn del 10,5% de les famílies i el 13,2% de la població estaven per davall del llindar de pobresa.

## Poblacions més properes
El següent diagrama mostra les poblacions més properes.